# 埃默里·S·蘭德級潛艇補給艦
埃默里·S·蘭德級潛艇補給艦是美国海军和军事海运司令部的三艘潜艇补给艦。埃默里·S·蘭德號是该级的首舰，麦基号是该级舰中第一艘退役的舰艇。  埃默里·S·蘭德級将被2艘AS(X)级补给艦取代。 

## 設計
該艦與之前的L·Y·斯皮爾級潛艇母艦相同。 這些艦艇是專門為核動力攻擊潛艇服務而設計的。 船上 13 個甲板上設有 53 個專業工作室。 可以同時維修四艘潛艇。 該船配備2艘40噸船頭錨和1艘20噸船尾錨，2台60噸起重機和2台7噸起重機。 所有船隻的船尾均設有直升機停機坪，但沒有機庫。

## 船级
| 艦名            | 舷號。 | 艦徽 | 建造廠                 | 下定                | 退役               | 備註         |
| --------------- | ------ | ---- | ---------------------- | ------------------- | ------------------ | ------------ |
| 埃默里·S·蘭德號 | AS-39  |      | 洛克希德造船与建筑公司 | 1979 年 7 月 7 日   | 預計於2029退役     | 服役中       |
| 弗蘭克·凱布爾號 | AS-40  |      | 洛克希德造船与建筑公司 | 1979 年 10 月 29 日 | 預計於2030退役     | 服役中       |
| 麥基號          | AS-41  |      | 洛克希德造船与建筑公司 | 1981 年 8 月 15 日  | 1999 年 7 月 16 日 | 受損，待處置 |

## 補充
1. ↑  致敬美國海軍埃默里·S·蘭德（英语：Emory S. Land）中將
2. ↑  致敬美國第一艘現代化潛水艇霍蘭號潛艇的測試艦長弗蘭克·凱布爾（英语：Frank Cable）
3. ↑  致敬現代潛水艇設計師及貢獻者安德魯·麥基（英语：Andrew McKee）准將